# 蓬田村立蓬田中学校
蓬田村立蓬田中学校（よもぎたそんりつ よもぎたちゅうがっこう）は青森県東津軽郡蓬田村大字郷沢にある公立中学校。

## 沿革
- 1947年（昭和22年）
  - 4月1日 - 蓬田小学校校舎に併設する形で、設立。
  - 4月21日 - 開校式挙行。
- 1950年（昭和25年）9月8日 - 郷沢字浜田138番地の現在地に竣工した独立校舎に移転。
- 1952年（昭和27年）6月25日 - 講堂完成。
- 1957年（昭和32年）5月4日 - 校歌制定。
- 1962年（昭和37年）11月9日 - 校旗樹立。
- 1966年（昭和41年）4月1日 - 特殊学級設置。
- 1973年（昭和48年）6月 - 新築工事着手。
- 1974年（昭和49年）8月 - 校舎と体育館が完成[1]。
- 1999年（平成11年）10月19日 - 校舎耐震改修完了[2]。
- 2000年（平成12年）4月1日 - 体育館耐震改修完了[2]。

## 学区
- 蓬田村全域。

## アクセス
- 蓬田村コミュニティバス「高根～中沢線」蓬田中学校前バス停下車後、徒歩約320m・約5分。
- JR津軽線郷沢駅から、徒歩約350m・約6分。
- 蓬田村役場本庁舎から、
  - 上述のコミュニティバスで、「蓬田中学校前」バス停まで、7分（蓬田診療所での待合時間含まず）。
  - 車で約2km・約3分。
  - 徒歩で約2km・約35分。
- 蓬田村教育委員会から、車で約1.3km・約2分。
- 蓬田小学校から、
  - 上述のコミュニティバスで、8分～15分（蓬田診療所での待合時間含まず）。
  - 徒歩で、約2.6km・約40分（最短ルートを行った場合）。
  - 車で、約2.8km・約5分。

## 周辺
- 国道280号
  - 現道（東側）
  - 内真部蓬田バイパス（西側）
- JR津軽線郷沢駅
- 蓬田村総合運動場
- 蓬田村農業者トレーニングセンター

## 参考資料
- 『青森県教育史 別巻』（青森県教育委員会・1973年12月20日発行）「学校沿革 中学校」898頁「蓬田中学校」